# استفانو کولاجه
استفانو کولاجه (ایتالیایی: Stefano Colagè؛ زادهٔ ۸ ژوئیهٔ ۱۹۶۲) دوچرخه‌سوار اهل ایتالیا است.